# Zaolzie (Brudzewice)
Zaolzie – część wsi Brudzewice w Polsce położona w województwie zachodniopomorskim, w powiecie stargardzkim, w gminie Suchań.
Zaolzie wchodzi w skład sołectwa Brudzewice, położone 7,5 km na północny zachód od Suchania (siedziby gminy) i 12 km na południowy wschód od Stargardu (siedziby powiatu).
W latach 1975–1998 Zaolzie należało administracyjnie do województwa szczecińskiego.